# Joaquim Carreras i Artau
Joaquim Carreras i Artau   (Girona, 14 d'agost de 1894 - Tiana, 12 d'agost de 1968) fou un filòsof català.
Fill de Tomàs Carreras i Mas natural de Figueres d'ofici impressor i de Concepció Artau i Barnoya de Girona. Net de Tomàs Carreras i Mas natural de Barcelona també impressor fundador dels Carreras (impressors). Per la banda materna era net de Joan Artau i Barrera propietari de l'Antiga Sala Odeon de Girona.
S'inicia en l'estudi de la filosofia escolàstica en el Seminari de Girona, perllongant la formació durant deu anys. Posteriorment, a la Universitat de Barcelona, estudia les llicenciatures de Dret, Filosofia i Lletres. La tesi Ensayo sobre el voluntarismo de Joan Duns Escot li permet obtenir el grau de Doctor en Filosofia per la Universidad de Madrid. El 1920 s'adscriu al Cuerpo de Catedráticos Numerarios de Institutos Nacionales de Enseñanza Media de España, desenvolupa la seva tasca com a catedràtic de filosofia en els Instituts de Palència, Lugo, Reus i, "Balmes" i "Montserrat" de Barcelona.
Inicia la docència superior el 1939 a la Universitat de Barcelona, va ser nomenat professor adjunt a la càtedra d'Història de la Filosofia el 1947. Més tard ocuparà el càrrec definitiu de catedràtic d'Història de la Filosofia entre 1951 i 1964. Fou professor d'Història de l'Educació a la secció de Pedagogia.
Conjuntament amb el seu germà Tomàs Carreras i Artau, filòsof i catedràtic d'ètica, va obtenir el premi de la Asociación Española para el Progreso de las Ciencias, publicant entre 1939 i 1943 la Historia de la filosofía española. Filosofía cristiana de los siglos XIII al XV.
Joaquim Carreras es va casar amb Carme Fontserè i Marroig, filla del científic Eduard Fontserè, amb qui tingué tres fills, Concepció, bibliotecària, Lluís i Antoni.